# Часовая башня (Ботевград)
Часовая башня в Ботевграде (болг. Часовниковата кула в Ботевград) — часовая башня, главный символ города Ботевград, входящая в официальных список 100 национальных туристических объектов Болгарии. Построена в 1866 году, благодаря обновлённому механизму часов каждый раз своим звоном сообщает точное время.

## История
Башня была построена в рамках проекта масштабного строительства в 1866 году в связи с тем, что село Самунджиево становилось городом. Строительство велось по предложению Мидхат-паши мастером из Врачеша Вуно Марковым, часовой механизм изготовил кузнец Генчо Наков, а колокола — мастер из Банско Лазар Димитров. Изначально на вершине башни находился деревянный домик, из которого каждый час выезжала фигурка турка в феске, который совершал число поклонов по числу часов, пробитых на башне. После освобождения Болгарии его как символ турецкой оккупации убрали с башни.
В 1924 году к башне пристроили библиотеку. В течение следующих 50 лет во время реставрации библиотеку снесли, а рядом с башней посадили псевдотсугу. Со временем дерево выросло так, что почти догнало башню по высоте. Это дерево считалось одним из наиболее любимых жителям города, на протяжении многих лет его украшали в преддверии Рождества и Нового года. Однако оно росло слишком близко к башне, а его корни, по словам лесника Йордана Кюрпанова, представляли угрозу башне. Дерево выкорчевали, а на другом конце площади посадили три новых дерева.
В своей вековой истории архитектурный памятник культуры перенёс строительно-ремонтные, консервационно-реставрационные и художественные работы, целью которых было возрождение стиля и вида башни. Она числится одним из 100 национальных туристических объектов Болгарии и входит в Исторический музей города Ботевград.

## Описание
Часовая башня — один из немногих архитектурных памятников эпохи Возрождения не только в Ботевграде, но и в общине. Находится в центральной части города, перспективно перекрывает многие дороги, которые ведут к ней.

### Архитектура
Высота башни — 30 метров, вследствие чего эта башня — самая высокая часовая башня в Болгарии. Отличительные особенности — элементы барокко и фрески, украшающие гофрированные карнизы. В башне есть аналогичные архитектурные элементы, как у строений Пловдива и Копривштицы, и заострённые кубы, напоминающие формы магометанской архитектуры. Башня украшена синими фресками. Нижняя часть башни — каменная кладка с дверью, которая позволяет механикам пройти к механизму часов для его обслуживания и запуска. Далее следуют волнистые и шестиугольные надстройки с уменьшающимися диаметрами.
Для строительства башни использовались крупные камни из карьера в деревне Боженица и дерево из деревни Врачеш. Она состоит из трёх пропорциональных частей общей высотой 30 м. В основе — квадрат со стороной 11 метров, сделанный из известняка. Следующий пояс сужается, края очерчены полуколоннами, заканчивающимися карнизом, а стены имеют слегка волнистую форму, что вместе с карнизом придаёт изящность постройке. Верхняя часть поднимается над карнизами и сужается ещё больше. Она имеет шестиугольную форму, в ней установлен колокол. В 1870 году на крыше был установлен флюгер.
От входа на башню и до её вершины, где находится часовой механизм, ведёт спиральная деревянная лестница. Мелодичный звон слышен в радиусе от 3 км.

### Часовой механизм
Оригинальный часовой механизм изготовлен предприятием «Кантарджията», где работал Генчо Наков. Он является сейчас экспонатом Ботевградского музея. Новый механизм разработан компанией «Етъра», обеспечивающий бой часов ежечасно.

## Галерея

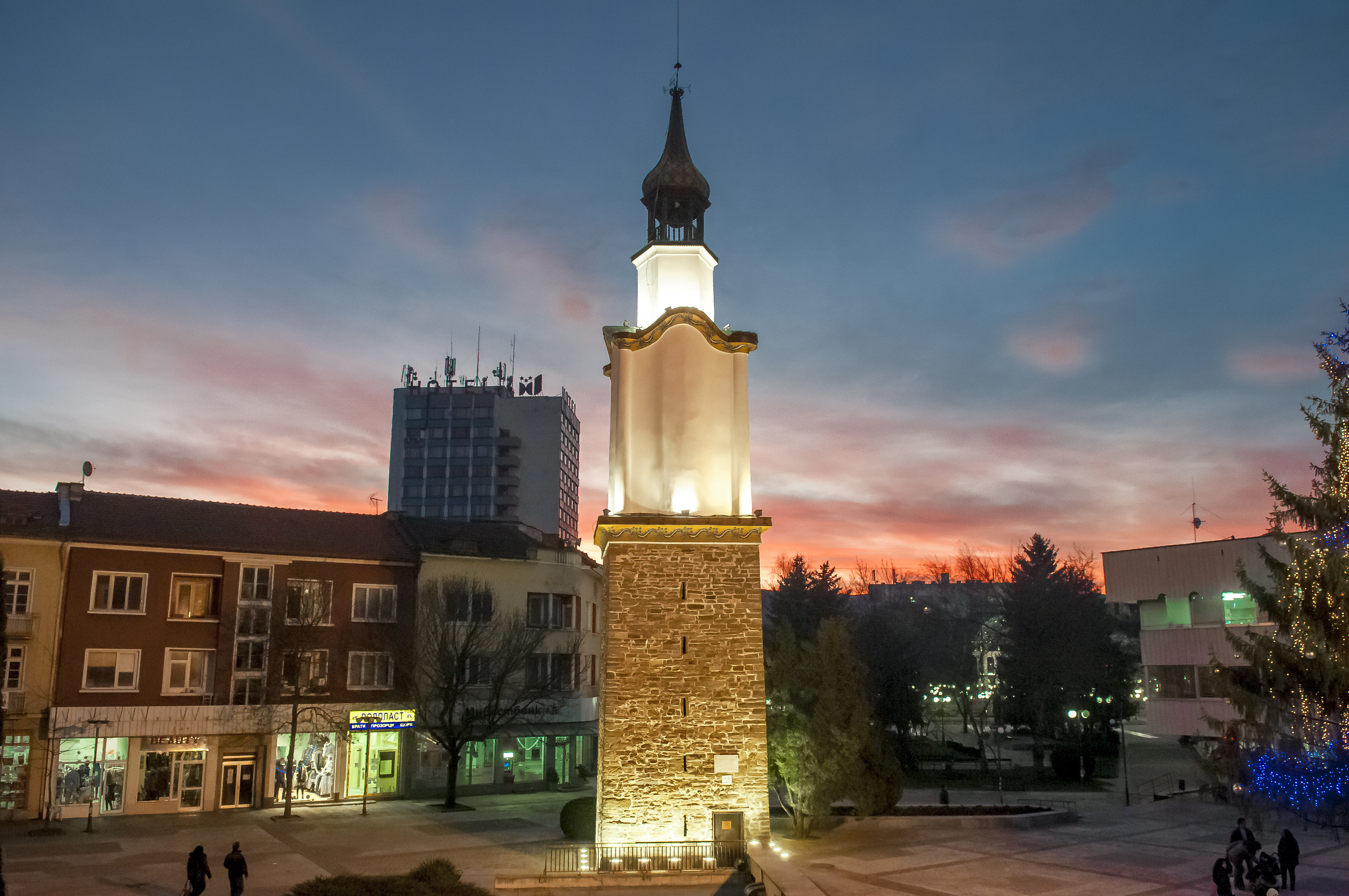
Башня и площадь
Герб Ботевграда с изображением Часовой башни
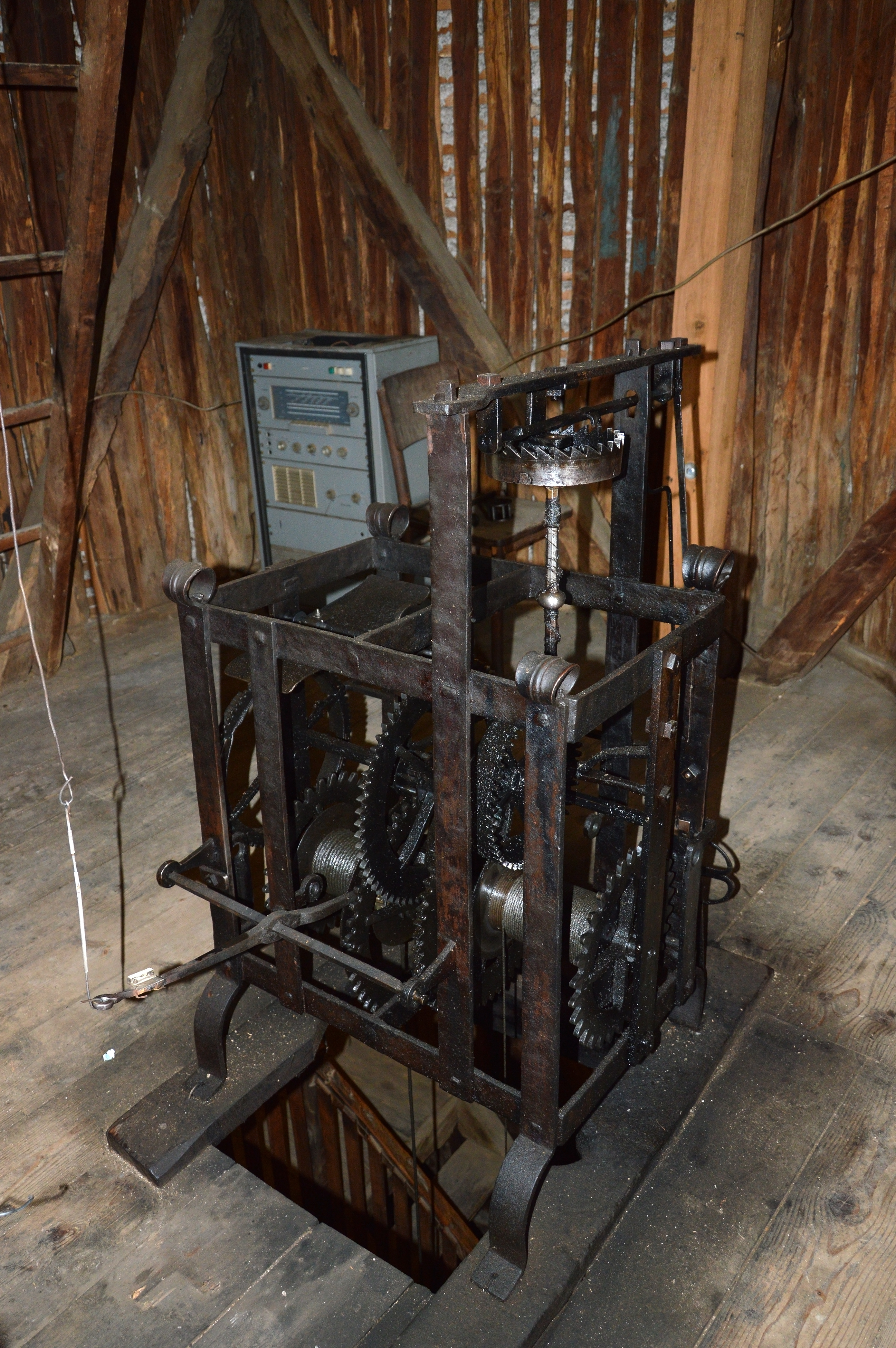
Рабочий часовой механизм
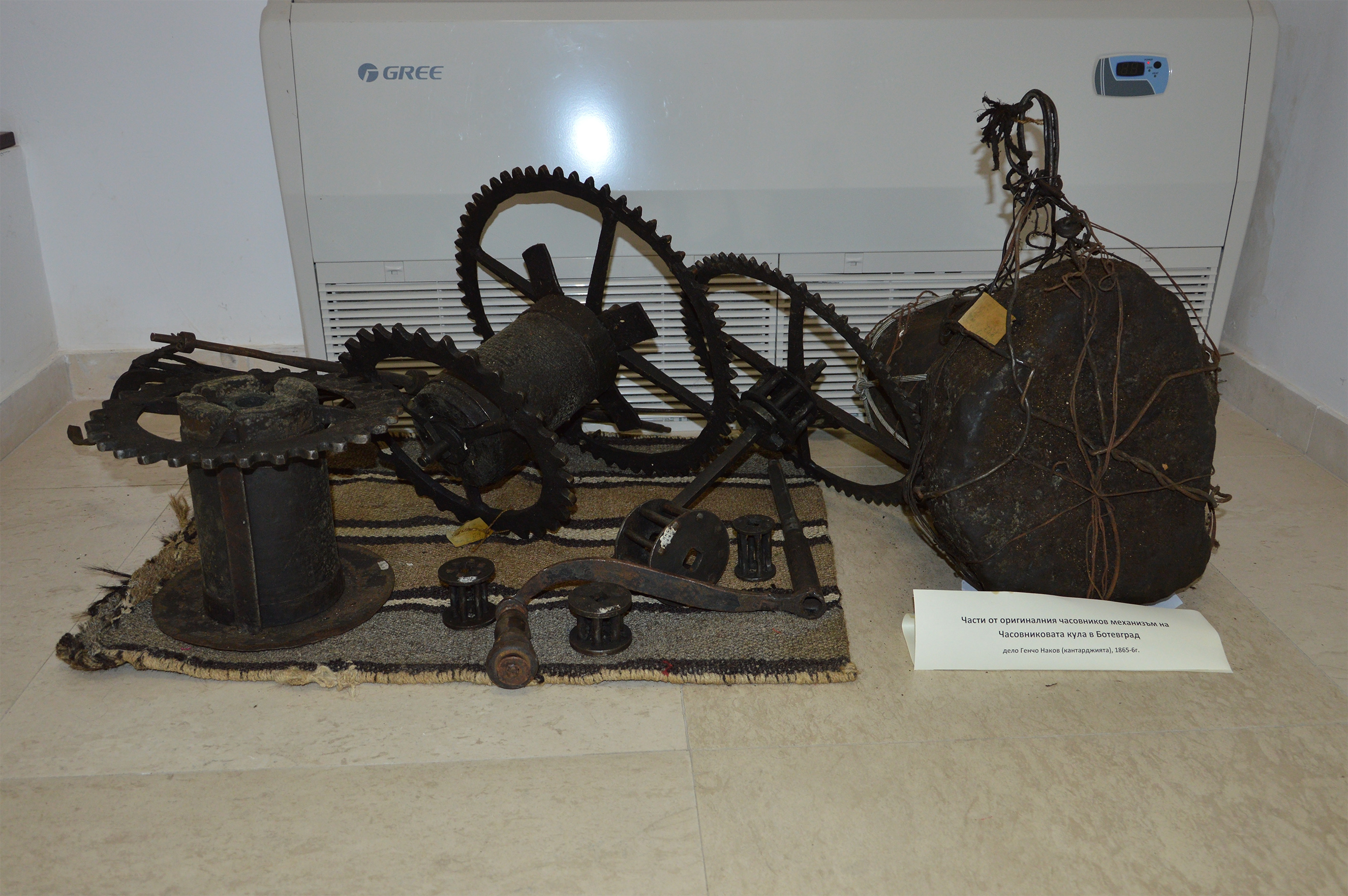
Оригинальный часовой механизм
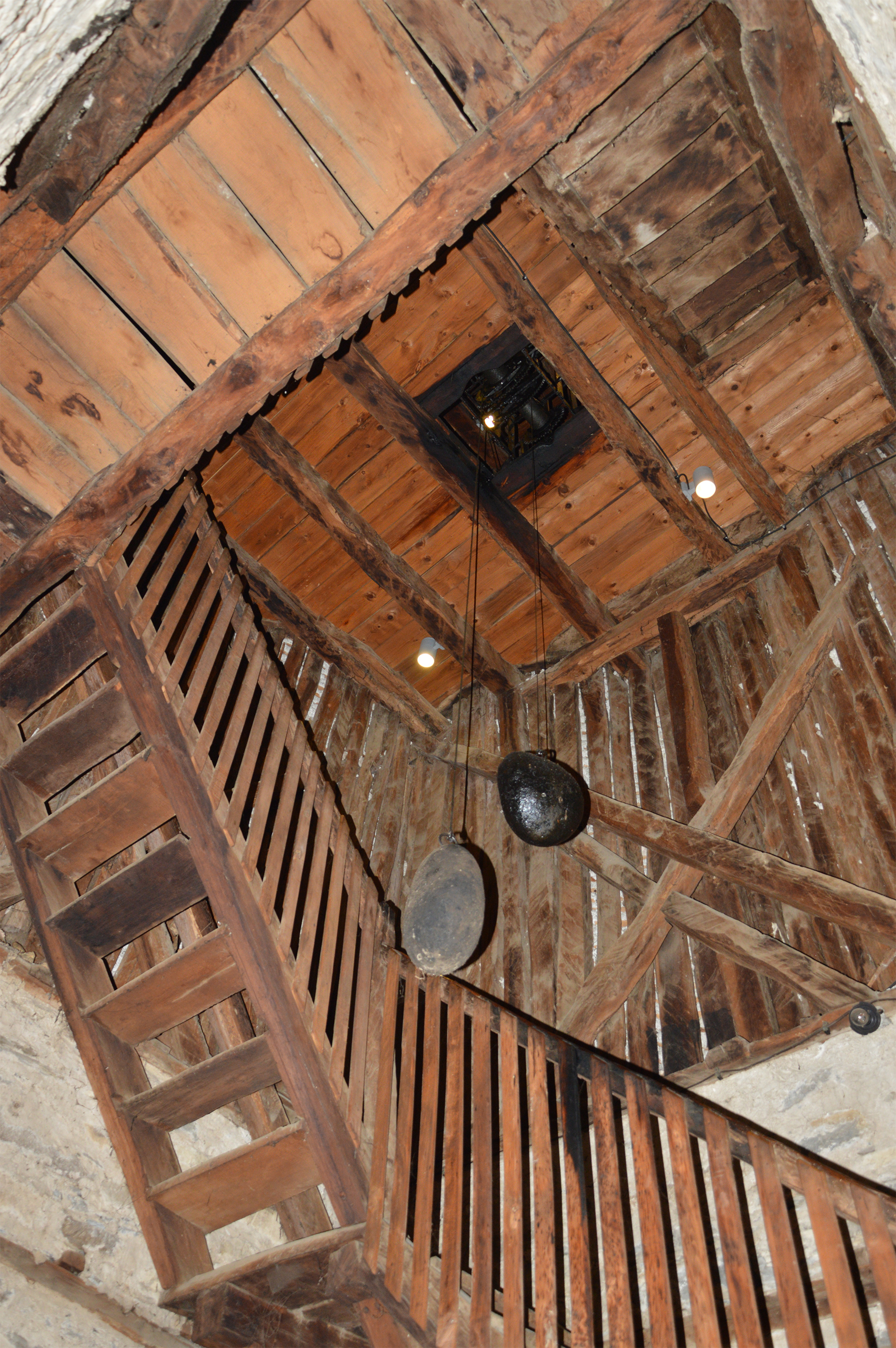
Грузы в механизме
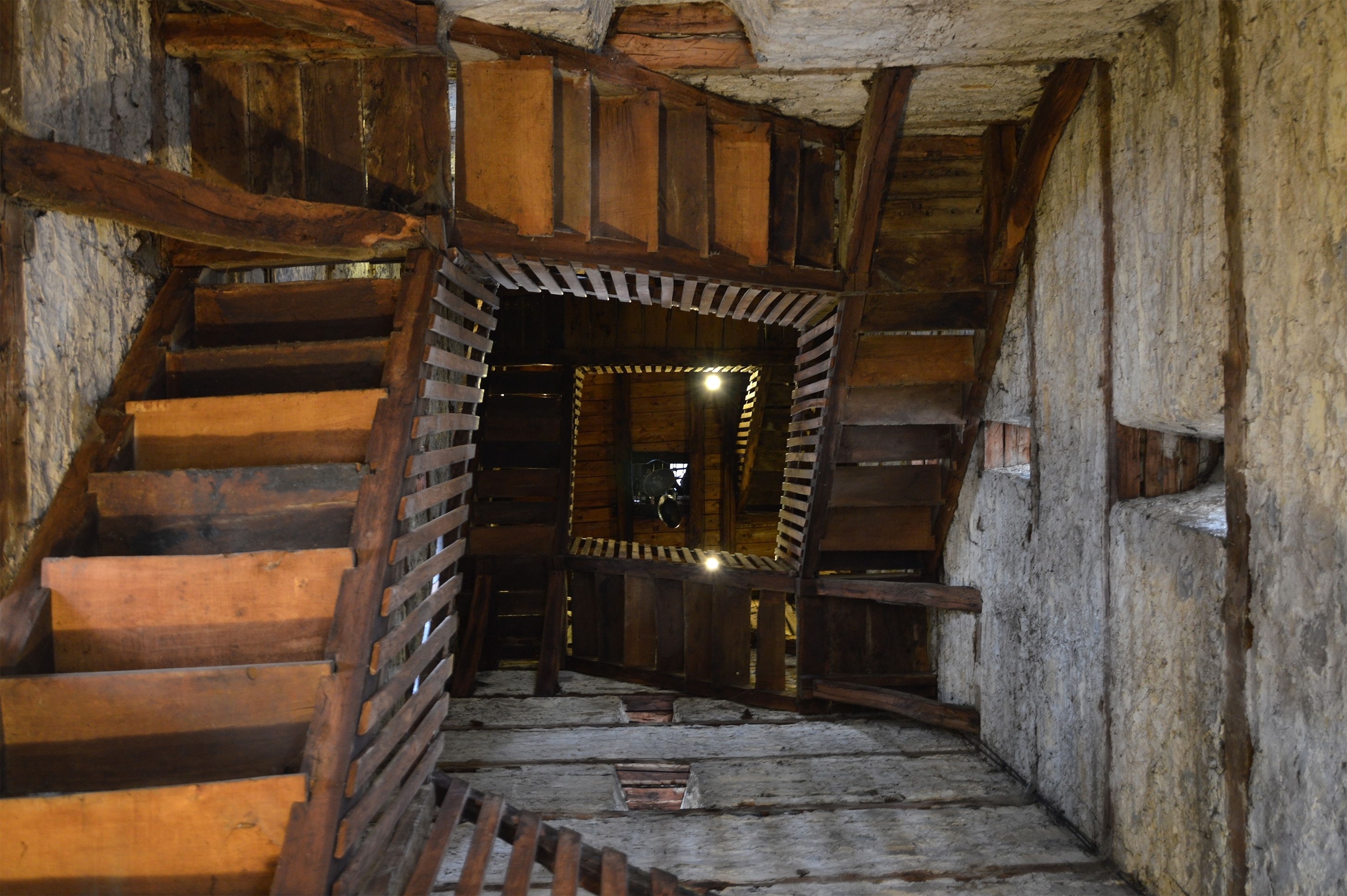